# 樂軒臺
樂軒臺（英語：Lok Hin Terrace），是香港私人機構參建居屋之一，於1994至1996年建成。由大同混凝土製品廠有限公司（現大同集團）之全資附屬機構「彰顯有限公司」（Genius Project Development Company Limited）發展，及由香港房屋委員會負責監管整個發展過程及推售，由周氏建築師事務所（周念申建築師）設計，錦和建築有限公司承建，現時由佳定物業管理有限公司管理，樂軒臺位於香港島柴灣內地段第149號新廈街與柴灣道交界，鄰近港鐵柴灣站、東區走廊、柴灣市政大廈、柴灣華人永遠墳場及柴灣邨。
屋苑前身是柴灣邨第2-8座，在1991至93年清拆。屋苑共有5座樓高31層的住宅樓宇，座落於3層高的平台之上，間格分為兩房兩廳及三房兩廳，合共提供1,550個單位。為符合環境保護署規定及要求，本屋苑部份單位的客廳及／或睡房已在入伙前裝有窗口式冷氣機。

## 屋苑資料

### 樓宇
| 樓宇名稱 | 樓宇類型                          | 落成年份 | 樓宇層數 | 每層伙數 | 單位數目（伙） | 建築師                            | 承建商           | 提供升降機的廠商 |
| -------- | --------------------------------- | -------- | -------- | -------- | -------------- | --------------------------------- | ---------------- | ---------------- |
| 第1座    | 私人機構參建居屋計劃 （十字井型） | 1995年   | 31       | 10       | 310            | 周氏建築師事務所 （周念申建築師） | 錦和建築有限公司 | Goldstar         |
| 第2座    | 私人機構參建居屋計劃 （十字井型） | 1995年   | 31       | 10       | 310            | 周氏建築師事務所 （周念申建築師） | 錦和建築有限公司 | Goldstar         |
| 第3座    | 私人機構參建居屋計劃 （十字井型） | 1995年   | 31       | 10       | 310            | 周氏建築師事務所 （周念申建築師） | 錦和建築有限公司 | Goldstar         |
| 第4座    | 私人機構參建居屋計劃 （十字井型） | 1995年   | 31       | 10       | 310            | 周氏建築師事務所 （周念申建築師） | 錦和建築有限公司 | Goldstar         |
| 第5座    | 私人機構參建居屋計劃 （十字井型） | 1995年   | 31       | 10       | 310            | 周氏建築師事務所 （周念申建築師） | 錦和建築有限公司 | Goldstar         |

## 其他
- 柴灣邨